# 萧排押
萧排押（10世纪—1023年），又称“排亚”、“韩宁”、“曷宁”，字韩隐。辽朝官员，国舅少父房之后，契丹人。多智略，能骑射。

## 经历
统和初，为左皮室详稳，讨阻卜有功。统和四年（986年），十七岁的长女萧氏入辽圣宗后宫，后受册封为贵妃。同年，萧排押击败宋将曹彬、米信于望都。凡是军事上有疑惑，都参与决策。寻总永兴宫分纠及舍利、拽刺、二皮室等军，与枢密使耶律斜轸收复山西所丢失的城邑。冬天，攻宋朝，率领先锋军；围满城，率部下登城攻克之。封南京统军使。统和七年（989年）夏四月乙卯，族伯（族叔）:88—89国舅太师萧闼览为他请尚卫国公主长寿女。后与公主长寿女结婚，拜驸马都尉，同政事门下平章事。
统和十三年（995年），任北、南院宣徽使。向皇帝反映时政得失及赋役法，辽圣宗大喜采纳了他的建议。两年后，加政事令，任东京留守。统和二十二年（1004年），又攻宋，带领渤海军，下德清军。后萧挞凛去世，专任南面事。与宋和谈成功，为北府宰相。
高丽契丹战争中，带兵由北道进，至开京西岭，击败高丽军，歼灭数千人。高丽国王王询败逃平州。萧排押大掠开京而还。受到辽圣宗嘉奖，封兰陵郡王。开泰二年（1013年），任宰相知西南面招讨使。开泰五年，封东平王。
萧排押为政宽裕而善断，受到大家敬畏，民生殷富，时议多之。
开泰七年，再伐高丽，至开京，高丽军奔溃，纵兵俘掠。随后回军。当渡茶、陀二河时，遭高丽军夹射，排押败逃，因此被撤职。太平三年，被启用封豳王，后去世。

## 家属
- 由于契丹人名复杂，当代研究者根据墓志和其他文献考证出，萧排押的祖父萧迷古里即蕭阿古只之子萧安团，父亲萧信宁[4]:88—89[6]:87—88[7]:79—80。同时，学术界已论证，萧信宁与《辽史[1]》所称的其父蕭撻凜非同一人[4]:88—89。
- 弟弟萧恒德[6]:87
- 弟弟萧札剌，子蕭柳[6]:88
- 弟弟萧留隐（萧罕），子蕭惠、蕭僅、萧忠、萧虚烈（萧善宁）、萧王八[6]:88
- 妻子卫国公主长寿女，辽圣宗、耶律隆庆姐妹
- 女儿，有史可查者两人，推测一人。
  - 萧贵妃（970年—993年），长女，生母无记载
  - 秦晋国妃萧氏（1000年—1069年），母卫国公主，初嫁耶律隆庆为秦晋国王妃，再嫁耶律隆庆之子耶律宗政，三嫁刘二玄[8][3]
  - 齐国妃萧氏，豳国夫人之女，耶律隆庆妻，耶律宗政和耶律宗允生母。因《辽史》封豳王之萧姓成员仅见萧排押一人。故推测豳国夫人和齐国妃萧氏为萧排押之妻女[4]:89。

## 资料来源
- 《遼史》卷88 列传第18